# Mámoa

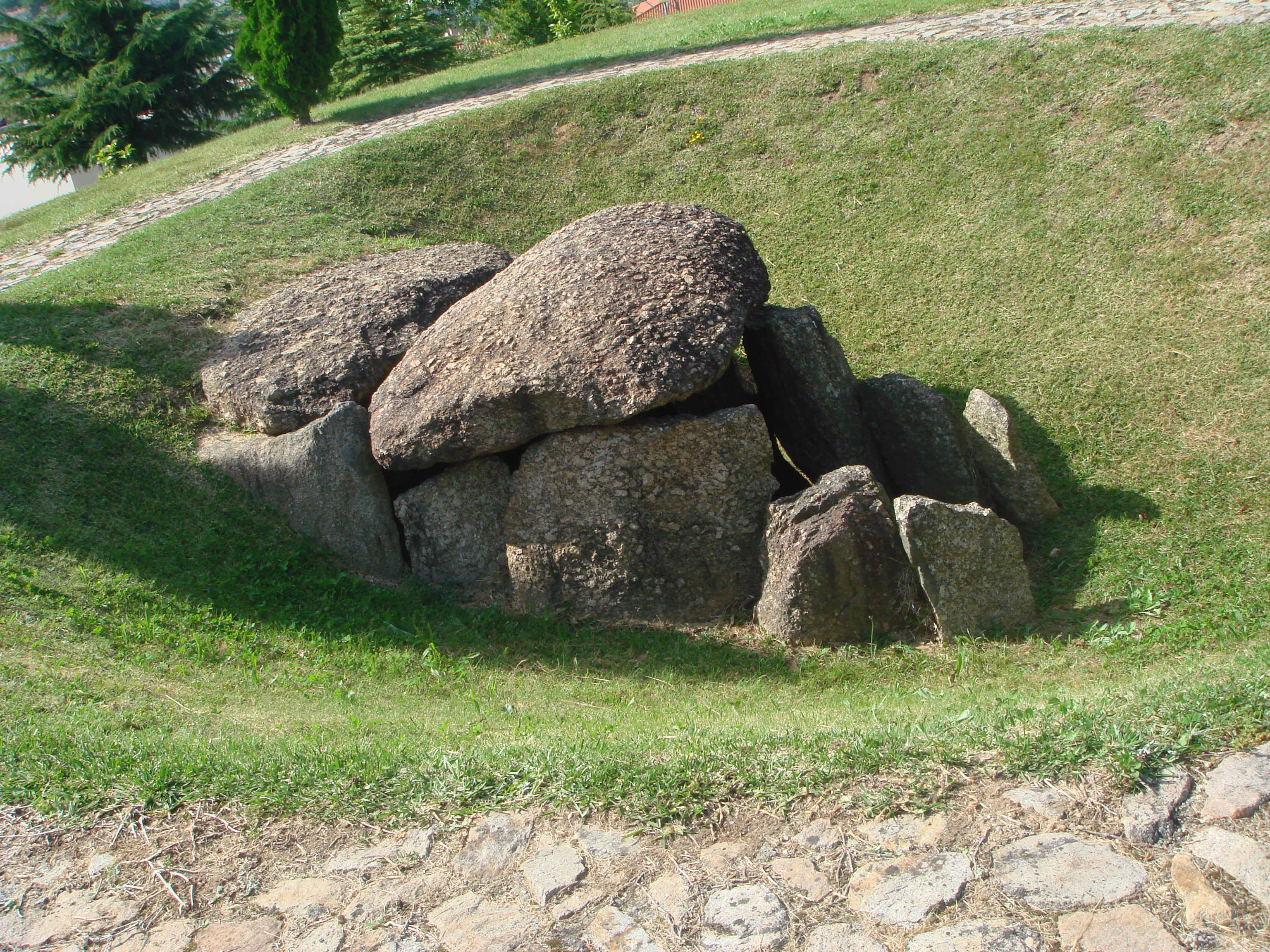
Mámoa de Lamas, Braga, Portugal

Las mámoas o medoñas son túmulos funerarios característicos del Neolítico del noroeste de la península ibérica.

## Características
Son acumulaciones artificiales de tierra y/o (de) piedras, habitualmente de forma circular (ya que a veces presentan una estructura ligeramente elíptica), que se presentan de forma brusca sobre el terreno que señalan y contienen uno o varios enterramientos. Normalmente en su interior se encuentra una estructura pétrea conocida como dolmen o anta, formando el conjunto, un túmulo funerario característico de la cultura megalítica. Es habitual que presenten una depresión en la parte superior conocida como cono de violación, resto de alguna excavación ilegal en la búsqueda de materiales preciosos o más comúnmente para aprovechar las piedras. Se encuentran mámoas en muchos lugares donde hubo cultura megalítica.
La mámoa más antigua datada en Galicia es A Chousa Nova, en Silleda. Se data de hace 6350 años, mil años más antigua que el dolmen de Dombate.
Las mámoas forman grupos en campos llamados olleros o campo de las ollas, por los restos de cerámica que contienen. Se señalaron restos de escritura hemisférica y tal vez altares druídricos sospechados por Obermayer.
Alrededor de las mámoas hay leyendas, como la que dice que se aparece una gallina con pollitos debajo de un dolmen, en la noche de san Juan, se convierten en oro, o que en ellas hay escondidas ollas que pueden tener oro o veneno.

## Denominaciones
La denominación más extendida para conocer este tipo de monumentos es la de mámoa y procede del diminutivo latino mammula 'órgano glandular de las hembras de los mamíferos'. Esta denominación se aplica metafóricamente a este tipo de monumentos por la similitud de los mismos con un pecho femenino. También se usan diminutivos como mamoíña o mamoela.

Otras denominaciones tienen que ver con la voz latina meta (gallego meda), objeto de forma cónica o marco de delimitación. Esta palabra unida a distintos sufijos dio a su vez distintas palabras usadas para referirse la este tipo de túmulos:

META + ONEA > medoña 
 META + ORRA > medorra 
 META + ELLA> medela

Otras denominaciones utilizadas para este tipo de monumentos son mina o petón.